# Synonchus roscovianus
Synonchus roscovianus är en rundmaskart som först beskrevs av J.P. Villot 1875.  Synonchus roscovianus ingår i släktet Synonchus och familjen Leptosomatidae. Inga underarter finns listade i Catalogue of Life.